# Heinz D. Heisl

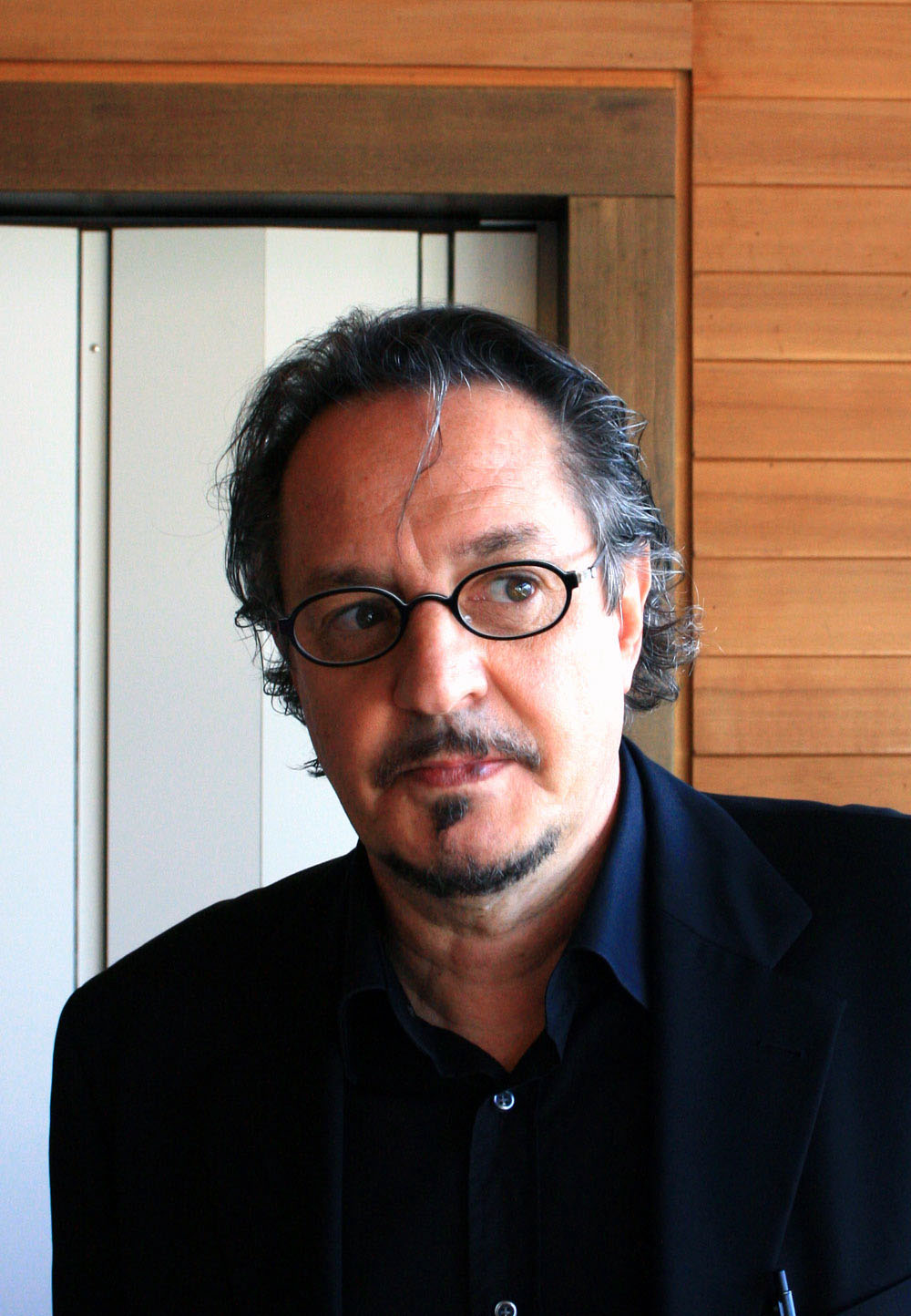
Heinz D. Heisl (2008)

Heinz Dietmar Heisl (* 16. Februar 1952 in Innsbruck) ist ein österreichischer Autor und Musiker.

Auftritt der Band Intimspray in der Alabama Halle München 17. November 1981

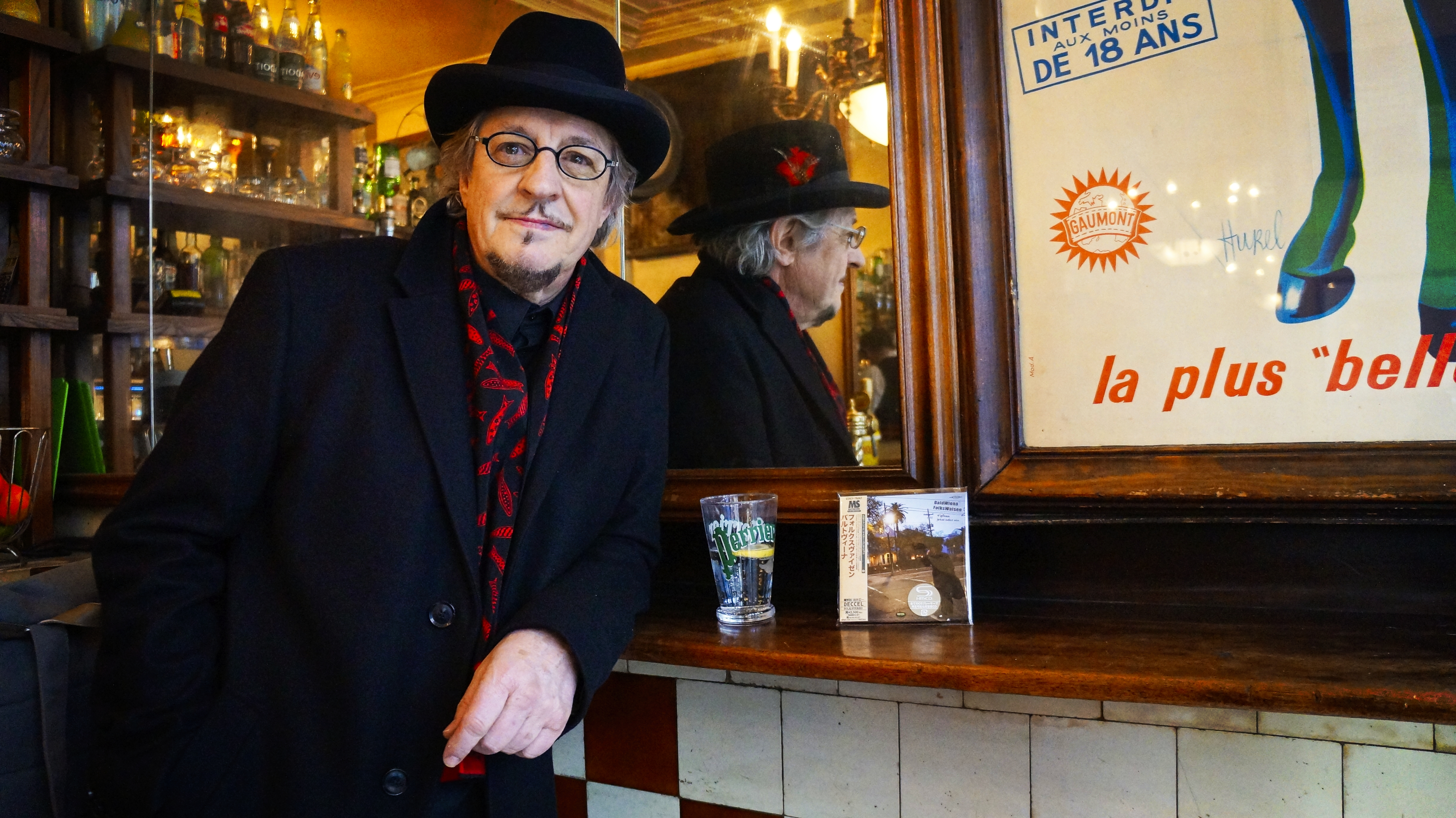
Heinz D. Heisl nach einer Lesung in Paris 2015

## Werdegang
Er begann seine Karriere als Musiker 1968 mit der Band ABU el MOT, die einen Plattenvertrag bei Tyrolis bekam. 1976 wurde dort die Single America veröffentlicht. Als Solist belegte er unter dem Pseudonym Wendelin Quirrl mit dem Song Der Bauer den dritten Platz beim Komponistenwettbewerb „Neue Lieder aus Österreich“ des ORF 1976. Sein im selben Jahr aufgenommenes Studium am Innsbrucker Konservatorium brach er ab. 1979 gründete er mit den Musikern Hubert Nedwed Drums, Mike Moll Keyboard, Heribert Kornfeil Guitars und Bill Pugh Bass die NewWave-Gruppe Intimspray. Mit der ersten Single More Dangerous Come Down (Zweite Hand Produktion) machte die Band sich in der Münchner Clubszene (Rigan Club, Domicile, Marienkäfer, Why Not) rasch einen Namen und Didi Zill nahm sie für RCA/Autobahn unter Vertrag. Es folgten zahlreiche Auftritte in Funk und Fernsehen (BR, ARD und ZDF). 1982 war die erste LP Intimspray im Bayerischen Rundfunk Platte des Monats. Die Musikszene schrieb (1982): „Ihre Texte sind meist in einer Reimform gehalten, sind witzig und ironisch, aber auch recht politisch, in denen Heinz 'Sadat is platt, Ghaddafi steht am Wüstenrand und roter Halbmond, culture man in Teheran, Perserstaat grüßt mir den Ölmagmat, Exekutionskommandos für Rassenhass...' singt.“. Und die Süddeutsche Zeitung in der Rubrik Popcorner: „Es ist Tanzmusik, Pogo, Ska, Reggae, Elemente, die Bands der neuen Welle immer wieder aufleben lassen. Die gereimten Intimspray-Zeilen sind natürlich in der Muttersprache gehalten, beinahe zwangsläufig, steht doch für die Musiker fest, daß deutsche Texte keine vorübergehende Modeerscheinung in der Rockmusik sein werden.“;
Nach Unstimmigkeiten mit den Produzenten Didi Zill und Michael Holm verließ Heisl die Band, worauf sich diese 1984 auflöste. Nach dem Rückzug aus dem Musikgeschäft folgten erste literarische Arbeiten und 1987 die Veröffentlichung seines ersten Lyrikbandes Das gestochene Wort (Paul Renner München). 1990 erhielt er ein Stipendium des literarischen Colloquiums Berlin. 1994 arbeitete er im Chelsea Hotel in New York an dem Lyrikband Die Psalmen (Haymon-Verlag) und verbrachte letztlich sechs Monate dort. 2000 erhielt er den Reinhard-Priessnitz-Preis. Vor allem die ersten Bücher standen in der Tradition von Kurt Schwitters und Ernst Jandl (sämtliche im Haymon Verlag Innsbruck unter dem Verleger Michael Forcher).
2003 gründete er unter anderem mit Magdalena Kauz, Elias Schneitter, Max Hafele das Internationale Literaturfestival Sprachsalz, Tiroler Literaturtage in Hall in Tirol, als dessen Direktor er immer noch tätig ist. 2006 erhielt er das Stadtschreiber-Stipendium im Stuttgarter Schriftstellerhaus. Nebst zahlreichen Lesungen trat Heisl auch in zwei dokumentarischen Filmen auf, welche er gemeinsam mit seiner Frau Magdalena Kauz realisierte, einerseits das filmische Experiment Tagespresse: 11 Variationen eines Gedichts (2006), andererseits das dokumentarische Roadmovie Flugwörter im Luftgepäck, über das die Neue Zürcher Zeitung schrieb: „Flugwörter im Luftgepäck ist ein partnerschaftliches Gesamtkunstwerk, in dem der filmische Aspekt dem schriftstellerischen und dem musikalischen mindestens ebenbürtig ist.“ Darin kommen die schalkhaften und sprachspielerischen Eigenschaften des Autors ebenso zum Tragen wie seine nachdenklichen Seiten. 2009 veröffentlichte Heinz D. Heisl den Roman Greiner, in dem er seine Japanerfahrungen verarbeitete. Klaus Zeyringer darüber im Standard: „Heinz D. Heisl schafft nicht nur eine originelle Variante des bekannten Themas, sondern auch eine genüssliche Schimpfkanonade und ungewöhnliche Einblicke.“
Nach einem längeren Aufenthalt in San Francisco kehrte er 2013 vermehrt wieder zur Arbeit mit Musik als Komponist und Textautor des Musikprojektes BaldWiena FolksWaisen zurück. Zudem folgten aber auch weitere Buchveröffentlichungen (u. a. in der Hitotsubashi University Tokio und in den USA The Two Austrians from North Beach (Siemert Press N.Y.) gemeinsam mit Magdalena Kauz und Elias Schneitter). 2018 erschien im Limbus Verlag der Gedichtband Wir haben leider Diebe im Haus. In dieser Arbeit zeigte sich nun eine eigenständige Form in der Auswahl bezüglich Thematik als auch im sprachlichen Umgang mit Lyrik: „Heinz D. Heisls durchnummerierter lyrischer Kosmos“, wie das der ORF nennt: „In seinem neuen Lyrikband reizt Heinz D. Heisl seine kryptischen Streiflichter auf den ganz normalen Alltag bis zu dem Punkt aus, an dem sich Magie entfaltet, und die Emotion hinter der Überzeichnung sichtbar wird: die Wehmut, das Heimweh, das Fernweh, der Schmerz.“ In seiner Lyrik wie auch den Songtexten für die BaldWiena FolksWaisen interessiert sich Heinz D. Heisl für die Geschichten hinter den Geschichten.
2018 traf Heinz D. Heisl bei einem privaten Fest zufällig auf drei der ehemaligen Musiker von Intimspray: Nachdem sie spontan einen der alten Songs gemeinsam auf der Bühne spielten, beschlossen sie, Intimspray nochmals zum Leben zu erwecken. 2021 erschien die Platte „Religion“ und die Band ist wieder auf der Bühne zu sehen, mit drei Originalmitgliedern der damaligen Band (neben Heisl für Gesang/Gitarre auch Bill Pugh, Bass; Heribert Corny Kornfeil, Gitarre), daneben der Schlagzeuger Daniel Homolka und Saxofonist Hannes Sprenger. Die Band spielt heute alte Songs, aber komponiert auch neue, immer noch mit bissigen Texten und in Deutsch. Karl Fluch schreibt im Standard: „Der Schmäh geht noch immer rein. Knappe Texte rasant spielend und mit dem Saxofon als Virtuositätsbeleg untermalend, ergibt Intimspray sich authentisch dem Zeitgeist von 1982.“

## Werke

### Musik
- Religion (Ep / CD / Vinyl / digital) Intimspray. DELLE Records. 2021.[9]
- WienerLieder für NichtWiener (CD). BaldWiena FolksWaisen. DECCEL RECORDS 2012.
- Aus der Wiener Provinz(CD). BaldWiena FolksWaisen. DECCEL RECORDS 2013.
- O’gfoan. BaldWiena FolksWaisen(CD). DECCEL RECORDS 2016.
- Mia san dagegn / Musikfilm mit Intimspray(DVD/CD), Münchner Szene, Aggressive Noise. Eversongs, München. 2007.[10]
- Ferne (Liebeland) / Sadat war platt(Single). 1982.
- More Dangerous Come Down(Single) und LP Intimspray (LP). RCA/Autobahn. 1980.[11]
- America. von Abu el Mot (Single) Tyrolis. 1976.[12]

### Bücher
- Das gestochene Wort. Verlag P. Renner, München 1989.
- Das Hirnrad. Haymon Verlag, Innsbruck 1992. ISBN 3-85218-113-5.
- Das zerbrochene Wort. Haymon Verlag, Innsbruck 1993. ISBN 3-85218-151-8.
- Die Psalmen. Haymon Verlag, Innsbruck 1994. ISBN 3-85218-181-X.
- Sprachzeitlosen. Haymon Verlag, Innsbruck 1996, ISBN 978-3-85218-213-1.
- Das Oraltorium. Haymon Verlag, Innsbruck 1998. ISBN 3-85218-279-4.
- Die Paradoxien des Herrn Guadalcanal. Haymon Verlag, Innsbruck 2000. ISBN 3-85218-336-7.
- Der Augensee. Edition Fundamental, Köln 2000.
- Rom An 15:15. Von Yamamuro Nobutaka ins Japanische übersetzter erster Roman-Ausschnitt; Sairyuusha, Tokio 2004. ISBN 4-88202-884-0.
- Wohin ich schon immer einmal wollte. Eisenbahngeschichten Haymon Verlag, Innsbruck 2005. ISBN 3-85218-487-8.
- Abriss. Roman. Dittrich Verlag, Berlin 2008. ISBN 3-937717-99-4.
- Greiner. Roman. Dittrich Verlag, Berlin 2009. ISBN 3-937717-37-4.
- Wir haben leider Diebe im Haus. Gedichte. Limbus Verlag, Innsbruck 2018. ISBN 978-3-99039-125-9.
- Gereinigter Haushalt. Gedichte. Edition BAES, Zirl 2021. ISBN 978-3-9519872-4-8.

### Hörspiele, Theater und Film
- 1993: ORF, Die Reise des Herrn Schwertfisch durch den Mond auf dem Einrad des Sheriffs oder hüten sie sich vor jenen Leuten, die das rechte Auge links zu tragen pflegen
- 1996: Tiroler Landestheater Das Platzkonzert Theaterstück
- 1997: ORF, Die pfeifenden Teekessel (mit Christian Steinbacher) Hörspiel
- 2001: ORF, Aus den Papieren des Herrn Guadalcanal Hörspiel
- 2002: 3-SAT, Flugwörter im Luftgepäck, Dokumentarfilm über und mit Heinz D.Heisl
- 2006: Tagespresse: 11 Variationen eines Gedichts

## Auszeichnungen, Preise, Stipendien
- 2016 Österreichisches Projektstipendium Literatur
- 2010 Großes Literaturstipendium der Stadt Innsbruck[13]
- 2008 Eßlinger Literaturpreis „Zum Zeitgenossen“ für Abriss[14]
- 2006 Stipendium im Stuttgarter Schriftstellerhaus
- 2003 „Writer in Residence“ in Basel
- 2000 Reinhard-Priessnitz-Preis
- 1990 Stipendium des Literarischen Colloquiums Berlin
- 1979 3. Preis beim Komponistenwettbewerb des ORF